# Seijun Suzuki
Seijun Suzuki (鈴木 清順, Nihonbashi, 24 de maio de 1923 – Tóquio, 13 de fevereiro de 2017) foi um ator, cineasta e roteirista japonês, mais conhecido pelo pioneirismo na produção dos filmes yakuza, influência para outros diretores como Quentin Tarantino, Jim Jarmusch, Takeshi Kitano e Wong Kar-wai.

## Carreira
Ele fez 40 filmes predominantemente B para a Nikkatsu Company entre 1956 e 1967, trabalhando mais prolificamente no gênero yakuza. Seu estilo cada vez mais surreal começou a atrair a ira do estúdio em 1963 e culminou em sua demissão definitiva para o que hoje é considerado como sua magnum opus, Branded to Kill (1967), estrelada pelo notável colaborador Joe Shishido. Suzuki processou com sucesso o estúdio por demissão injusta, mas ele foi colocado na lista negra por 10 anos depois disso. Como cineasta independente, ele ganhou aclamação da crítica e um Oscar japonês por sua trilogia Taisho, Zigeunerweisen (1980), Kagero-za (1981) e Yumeji (1991).
Seus filmes permaneceram amplamente desconhecidos fora do Japão até uma série de retrospectivas teatrais começando em meados da década de 1980, lançamentos em home vídeo de filmes-chave como Branded to Kill e Tokyo Drifter no final dos anos 1990 e homenagens de cineastas aclamados como Jim Jarmusch, Takeshi Kitano, Wong Kar-wai e Quentin Tarantino sinalizou sua descoberta internacional. Suzuki continuou fazendo filmes, embora esporadicamente, até o início dos anos 2000.

## Trabalho cinematográfico como diretor
| Ano  | Título                                                                              | Japonês                           | Romanização                                 |
| ---- | ----------------------------------------------------------------------------------- | --------------------------------- | ------------------------------------------- |
| 1956 | Victory Is Mine                                                                     | 港の乾杯 勝利をわが手に           | Minato no kanpei: Shori o wagate ni         |
| 1956 | Pure Emotions of the Sea                                                            | 帆綱は唄う 海の純情               | Hozuna wa utau: Umi no junjo                |
| 1956 | Satan's Town                                                                        | 悪魔の街                          | Akuma no machi                              |
| 1957 | Inn of the Floating Weeds                                                           | 浮草の宿                          | Ukigusa no yado                             |
| 1957 | 8 Hours' Terror                                                                     | ８時間の恐怖                      | Hachijikan no kyōfu                         |
| 1957 | The Naked Woman and the Gun                                                         | 裸女と拳銃                        | Rajo to kenjū                               |
| 1958 | Underworld Beauty                                                                   | 暗黒街の美女                      | Ankokugai no bijo                           |
| 1958 | Spring Never Came                                                                   | 踏みはずした春                    | Fumihazushita haru                          |
| 1958 | Young Breasts                                                                       | 青い乳房                          | Aoi chibusa                                 |
| 1958 | Voice Without a Shadow                                                              | 影なき声                          | Kagenaki koe                                |
| 1959 | Love Letter                                                                         | らぶれたあ                        | Rabu retaa                                  |
| 1959 | Passport to Darkness                                                                | 暗黒の旅券                        | Ankoku no ryoken                            |
| 1959 | Age of Nudity                                                                       | 素っ裸の年令                      | Suppadaka no nenrei                         |
| 1960 | Take Aim at the Police Van                                                          | １３号待避線より その護送車を狙え | Jūsangō taihisen yori: Sono gosōsha o nerae |
| 1960 | Sleep of the Beast                                                                  | けものの眠り                      | Kemono no nemuri                            |
| 1960 | 0-Line Stowaway                                                                     | 密航０ライン                      | Mikkō zero rain                             |
| 1960 | Everything Goes Wrong                                                               | すべてが狂ってる                  | Subete ga kurutteru                         |
| 1960 | Go to Hell, Hoodlums!                                                               | くたばれ愚連隊                    | Kutabare gurentai                           |
| 1961 | Tokyo Knights                                                                       | 東京騎士隊                        | Tōkyō naito                                 |
| 1961 | A Hell of a Guy or Living by Karate [ja]                                            | 無鉄砲大将                        | Muteppō taishō                              |
| 1961 | Man with a Shotgun                                                                  | 散弾銃の男                        | Shottogan no otoko or Sandanjū no otoko     |
| 1961 | A New Wind Over the Mountain Pass                                                   | 峠を渡る若い風                    | Tōge o wataru wakai kaze                    |
| 1961 | Blood Red Water in the Channel                                                      | 海峡、血に染めて                  | Kaikyō, chi ni somete                       |
| 1961 | Million Dollar Smash and Grab                                                       | 百万弗を叩き出せ                  | Hyakuman doru o tatakidase                  |
| 1962 | Teen Yakuza                                                                         | ハイティーンやくざ                | Hai tiin yakuza                             |
| 1962 | The Guys Who Put Money on Me                                                        | 俺に賭けた奴ら                    | Ore ni kaketa yatsura                       |
| 1963 | Detective Bureau 23: Go to Hell, Bastards!                                          | 探偵事務所２３ くたばれ悪党ども   | Tantei jimusho 23: Kutabare akutōdomo       |
| 1963 | Youth of the Beast                                                                  | 野獣の青春                        | Yaju no seishun                             |
| 1963 | The Bastard                                                                         | 悪太郎                            | Akutarō                                     |
| 1963 | Kanto Wanderer                                                                      | 関東無宿                          | Kantō mushuku                               |
| 1964 | The Flower and the Angry Waves                                                      | 花と怒濤                          | Hana to dotō                                |
| 1964 | Gate of Flesh                                                                       | 肉体の門                          | Nikutai no mon                              |
| 1964 | Our Blood Will Not Forgive                                                          | 俺たちの血が許さない              | Oretachi no chi ga yurusanai                |
| 1965 | Story of a Prostitute                                                               | 春婦伝                            | Shunpu den                                  |
| 1965 | Stories of Bastards: Born Under a Bad Star (also known as Born Under Crossed Stars) | 悪太郎伝 悪い星の下でも           | Akutarō den: Warui hoshi no shita demo      |
| 1965 | Tattooed Life                                                                       | 刺青一代                          | Irezumi ichidai                             |
| 1966 | Carmen from Kawachi                                                                 | 河内カルメン                      | Kawachi Karumen                             |
| 1966 | Tokyo Drifter                                                                       | 東京流れ者                        | Tōkyō nagaremono                            |
| 1966 | Fighting Elegy                                                                      | けんかえれじい                    | Kenka erejii                                |
| 1967 | Branded to Kill                                                                     | 殺しの烙印                        | Koroshi no rakuin                           |
| 1977 | A Tale of Sorrow and Sadness                                                        | 悲愁物語                          | Hishū monogatari                            |
| 1980 | Zigeunerweisen                                                                      | ツィゴイネルワイゼン              | Tsigoineruwaizen                            |
| 1981 | Kagero-za                                                                           | 陽炎座                            | Kagerō-za                                   |
| 1985 | Capone Cries a Lot                                                                  | カポネ大いに泣く                  | Kapone ōi ni naku                           |
| 1985 | Lupin III: Legend of the Gold of Babylon                                            | ルパン三世 バビロンの黄金伝説     | Rupan sansei: Babiron no ōgon densetsu      |
| 1991 | Yumeji                                                                              | 夢二                              | Yumeji                                      |
| 1993 | Marriage: Jinnai-Harada Family Chapter (segment)                                    | 結婚 陣内・原田御両家篇           | Kekkon: Jinnai-Harada goryōke hen           |
| 2001 | Pistol Opera                                                                        | ピストルオペラ                    | Pisutoru opera                              |
| 2005 | Princess Raccoon                                                                    | オペレッタ狸御殿                  | Operetta Tanuki Goten                       |

## Trabalho parcial de televisão e vídeo como diretor
| Ano  | Título                                                                     | Japonês                              | Romanização                                          |
| ---- | -------------------------------------------------------------------------- | ------------------------------------ | ---------------------------------------------------- |
| 1968 | Good Evening Dear Husband "A Duel"                                         | 愛妻くんこんばんは「ある決闘」       | Aisaikun konban wa: Aru kettō                        |
| 1969 | There's a Bird Inside a Man                                                | 男の中には鳥がいる                   | Otoko no naka ni wa tori ga iru                      |
| 1970 | A Mummy's Love                                                             | 木乃伊の恋                           | Miira no koi                                         |
| 1979 | The Fang in the Hole                                                       | 穴の牙                               | Ana no kiba                                          |
| 1980 | Chin Shunshin's The Nail of the Holy Beast                                 | 陳舜臣の神獣の爪                     | Chin shushin no shinjū no tsume                      |
| 1981 | Storm of Falling Petals: Banner of a Fireman in the Flames                 | 花吹雪炎に舞う一番纏                 | Hana fubuki: Honō ni mau ichiban matoi               |
| 1983 | Cherry Blossoms in Spring aka Seijun's Different Stages of Cherry Blossoms | 春桜 ジャパネスク                    | Karu sakura japanesuke                               |
| 1983 | The Choice of a Family: I'll Kill Your Husband For You                     | 家族の選択・貴方の亭主を殺してあげる | Kazoku no sentaku: Anata no teishu o koroshite ageru |
| 1984 | Lupin III Part III                                                         | ルパン三世 PartIII                   | Rupan sansei: Pāto surii (Episode 13)                |

## Trabalho parcial no cinema como ator
| Ano  | Título                   | Japônes                | Romanização               | Diretor                 |
| ---- | ------------------------ | ---------------------- | ------------------------- | ----------------------- |
| 1975 | I Can't Wait Until Dark! | 暗くなるまで待てない！ | Kuraku naru-made matenai! | Kazuki Ōmori            |
| 1980 | Disciples of Hippocrates | ヒポクラテスたち       | Hipokuratesutachi         | Kazuki Ōmori            |
| 1995 | Cold Fever               | n/a                    | n/a                       | Friðrik Þór Friðriksson |
| 1997 | Grass Carp Up a Tree     | 樹の上の草魚           | Ki no ue no sōgyo         | Atsushi Ishikawa        |
| 1998 | The Story of PuPu        | プープーの物語         | Pūpū no monogatari        | Kensaku Watanabe        |
| 1998 | Sleepless Town           | 不夜城                 | Fuyajō                    | Chi-Ngai Lee            |
| 1999 | EM Embalming             | エンバーミング         | Enbāmingu                 | Shinji Aoyama           |
| 2002 | Blessing Bell            | 幸福の鐘               | Kōfuku no kane            | Sabu                    |
| 2004 | Hakenkreuz               | ハーケンクロイツの翼   | Hākenkuroitsu no tsubasa  | Kazuki Katashima        |
| 2007 | Matouqin Nocturne        | 馬頭琴夜想曲           | Batōkin yasōkyoku         | Takeo Kimura            |